# Théorie de l'acteur-réseau
Ne doit pas être confondu avec Analyse des réseaux sociaux ou Réseau social.
Pour les articles homonymes, voir ANT.
 (mai 2025).
La théorie de l'acteur-réseau, aussi connue sous l'abréviation ANT (pour Actor-Network Theory), sociologie de la traduction ou encore sociologie de l'acteur-réseau terme choisi par Michel Callon, est une approche sociologique développée à partir des années 1980 par  Michel Callon, Bruno Latour, Madeleine Akrich et d'autres chercheurs du Centre de sociologie de l'innovation de Mines ParisTech. Son principal théoricien anglo-saxon est John Law, mais il faut citer aussi Arie Rip, Susan Leigh Star, Geoffrey Bowker.
Cette approche se distingue des théories sociologiques classiques parce qu'elle prend en compte dans son analyse, au-delà des humains, les objets (« non-humains ») et les discours. Ces derniers sont également considérés comme des « acteurs » ou des « actants », selon un concept emprunté de A.J. Greimas qui désigne ainsi toute entité sans distinction ontologique entrant dans un processus sémiotique.

## Principes fondateurs
À l'origine, Callon et Latour s'intéressent aux conditions de production de la science et, en particulier, à la construction des faits scientifiques en laboratoire (voir Latour et Woolgar, Laboratory life, 1979). Leur position épistémologique est radicale : ils rejettent les positions externalistes, rationalistes, la naturalisation (le réalisme), la sociologisation (le fait scientifique compris notamment comme la résultante des jeux de pouvoir et de facteurs sociaux, position soutenue par le Programme fort (David Bloor, Barry Barnes) ou par Harry Collins et les représentants de la sociologie de la connaissance scientifique (SSK) ou encore Thomas Kuhn). Ils se distancient également du postmodernisme et de la déconstruction (le relativisme naissant de l'illusion du locuteur et des jeux de langage). En s'écartant de ces positions, ils veulent en finir avec les cloisonnements et reconsidérer le fait scientifique et humain en fonction de la multiplicité des relations qui le constituent (relativisme dit « relationniste »). Cette conception les conduit à rejeter les approches qui séparent l'« humain » du « non-humain », et conséquemment, celles qui séparent politique et sciences (et technologies) ou plus largement nature et société.
Pour ces théoriciens, le monde ne doit pas être pensé en termes de groupes sociaux, mais en réseau (en un sens précis qui ne correspond aucunement à celui de réseau internet). Ce qui fait le social, c'est l'« association », la formation de « collectifs » et l'ensemble des relations et les médiations qui les font tenir ensemble (voir Latour, Changer de société, refaire de la sociologie). Cette conception se veut « symétrique » (voir David Bloor et le projet d'une « anthropologie symétrique » proposé par Latour dans Nous n'avons jamais été modernes, 1991) et tout se trouve alors être d'égale importance pour l'analyse, qu'il s'agisse des facteurs organisationnels, cognitifs, discursifs ou, plus généralement, des entités « non-humaines » qui entrent dans la composition des collectifs.
Ces relations s'établissent par une opération de « traduction » ou des chaînes de traductions (transformations successives) par lesquelles les acteurs (individuels ou collectifs) se posent en porte-parole et traduisent la volonté de collectifs, tentant également d'enrôler de nouveaux acteurs. De même, un fait scientifique résulte d'une série de traductions (instruments nécessaires à sa réalisation, articles scientifiques, matériaux de laboratoire, subventions, etc.) qui font également apparaître le réseau dans lequel il prend du sens et se stabilise. Les connaissances circulent par « traductions » successives, ce qui n'introduit aucune discontinuité dans l'espace social, mais bien une adaptation progressive des connaissances dont la certitude peut toujours être remise en cause par des controverses.
De cette façon, le social est appréhendé comme étant un effet causé par les interactions successives d'actants hétérogènes, c'est-à-dire de l'acteur-réseau. Tout acteur est un réseau et inversement. L'action d'une entité du réseau entraîne la modification de ce dernier ; toute action impliquant l'ensemble du réseau a une incidence sur les composantes du réseau. Dès lors, l'action n'a pas de source précise, elle engage toujours une série d'entités et mobilise la force collective que celles-ci représentent. La stabilité relative d'un acteur-réseau peut à tout moment s'effondrer si certains actants sont retirés du réseau. Par exemple, si l'on retire le téléphone, les banques ou le président du réseau considéré, il en résultera une déstabilisation du réseau. De même, l'acteur-réseau est à la fois local et global, en fonction de sa taille ou de sa longueur; il peut être à la fois un micro et un macro-acteur puisque sa taille est variable dans le temps et dépend des opérations de traduction de ses porte-parole.

## Concepts et méthode
Callon et Latour élaborent une théorie de la « fabrication » du fait scientifique qui repose sur quelques notions principales issues d'études menées en sociologie des sciences.

### Concepts de base
- Le réseau (« réseau hétérogène », l'insistance sur le concept d'hétérogénéité est due en particulier à John Law). Il est défini comme une « méta-organisation » rassemblant des humains et des « non-humains » lesquels agissent soit comme médiateurs ou intermédiaires les uns avec les autres. Cette notion permet de fédérer des catégories comme celles de sphère d'activité, d'institution et d'organisation. Pour reconstituer le réseau à partir des éléments parcellaires qui sont déduits de l'observation, il faut éviter de découper les problèmes qui le concernent en tranche. Au contraire, il s'agit de mettre en relation toutes les entités qui y participent. Par exemple, lorsque nous achetons un produit au supermarché, la prise en compte de cette hétérogénéité implique que l'on s'intéresse tant à l'acheteur qu'au vendeur, ainsi qu'à la caisse enregistreuse, la monnaie et le produit lui-même. Cela peut même aller plus loin, des objets aussi banals que les vêtements que l'acheteur porte sont pris en compte par la théorie car sans ces derniers le client n'aurait peut-être pas été servi.
- La traduction. Ce concept repris des travaux de Michel Serres, ne doit pas être compris dans la même perspective que la traduction linguistique. C'est une mise en relation qui implique toujours une transformation, c'est-à-dire d'une opération de traduction. Celle-ci consiste à relier des éléments et des enjeux a priori incommensurables et sans commune mesure. La traduction établit un lien entre des activités hétérogènes et rend le réseau intelligible. Cette reconstitution du réseau passe généralement par l'analyse des controverses qui permet de voir comment les acteurs traduisent leurs positions tout en nous faisant entrer dans les débats qui construisent les faits pour ensuite se stabiliser.
- La controverse. C'est par la controverse que s'élaborent les faits. En effet, la controverse précède toujours l'émergence d'un énoncé scientifique et d'une innovation. En l'étudiant de plus près, on peut donc relier les étapes et les acteurs qui entrent dans le processus qui permet au fait de se construire. En choisissant de se pencher sur les conditions sociales ayant permis au fait de se stabiliser, Latour et Callon renversent l'ordre de la compréhension. Si le fait se stabilise, ce n'est pas du fait de l'état de la nature, mais à cause de l'accord (consensus) sur le fait.
- L'entre-définition. La notion d'entre-définition renvoie à une sorte de dialectique qui s'instaure entre le fait et le réseau. Le fait est donné par le réseau qui le porte, lequel n'existe que par le fait autour duquel il se forme. Et par suite, la robustesse du fait dépend de l'irréversibilité du réseau, elle-même liée au degré d'ancrage du fait. Une fois le réseau constitué autour du fait, le fait gagne en réalité.
- Le principe de symétrie. Le principe de symétrie est double (ou généralisé) : d'une part, le sociologue de la traduction doit apporter une importance égale aux sujets et aux objets (ou aux humains et non-humains), d'autre part, il doit en outre étudier le processus de production à travers les controverses qui l'animent, donc aussi bien à travers les échecs que les réussites scientifiques (ce point renvoie au principe de symétrie de Barry Barnes et David Bloor (1976)). Ceci oblige l'épistémologue à ne pas tracer de frontières trop nettes entre la science et la non-science, la science n'est pas vierge de tout mythe et l'état de la controverse peut être momentanément défavorable à un fait qui s'avèrera scientifique par la suite.

### Méthode d'étude
À partir de ces concepts, Latour et Callon proposent une méthode pour traduire un réseau et tenter de le modifier. Cette méthode est très utile en sociologie des organisations. Elle se fait en dix étapes :
- L'analyse du contexte. Elle revient à une analyse des actants en présence, de leurs intérêts, de leurs enjeux et de leur degré de convergence. On doit introduire dans cette analyse l'ensemble des non humains.
- La problématisation du traducteur. C'est une opération de repérage indispensable à toute action de changement consistant à faire la part dans une situation de ce qui unit et de ce qui sépare. Ce qui conduit à la formulation d'une interrogation qui réunit les acteurs concernés, et à faire passer chaque entité d'un contexte d'une position singulière à travers une acceptation de coopération, c’est-à-dire en fait à la constitution d'un réseau. Cette problématisation ne peut être assurée que par un traducteur dont le rôle est accepté par les protagonistes du réseau, et ceci d'autant plus que la problématisation est le fruit d'un travail collectif. « Si l'apprenti traducteur s'exprime d'un lieu illégitime aux yeux des autres actants de la situation alors c'est moins la qualité de ce qui sera que lieu d'où elle sera formulée qui importera. On a là une confirmation de l'absence d'essence d'un fait comme énoncé ; sa qualité n'est pas dans son contenu mais dans son processus d'énonciation ou de production. »
- Le point de passage obligé et la convergence. C'est un lieu (physique, géographique, institutionnel) ou un énoncé qui se révèle être incontournable.
- Les porte-paroles. Les négociations qui vont s'instituer auront lieu entre chaque porte-parole de chacune des entités de la situation. En fait, le micro-réseau ne s'agrandira que si les entités qui le composent parviennent à se diffuser. Toutes les entités humaines et non-humaines doivent être représentées dans les espaces de négociation à partir desquels les réseaux s'élaborent. Les porte-paroles rendent alors possible la prise de parole et l'action concertée.
- Les investissements de forme. Cette notion, développée à l'origine par les économistes François Eymard-Duvernay et Laurent Thévenot, qui contribuèrent à la naissance de l'économie des conventions désigne le travail des acteurs-traducteurs pour substituer à des entités nombreuses et difficilement manipulables un ensemble d'intermédiaires, moins nombreux, plus homogènes et plus faciles à maîtriser et à contrôler. Les investissements de forme réduisent donc la complexité, ils la rendent saisissables.
- Les intermédiaires. Les investissements de forme fonctionnent en produisant des intermédiaires, c’est-à-dire tout ce qui circule entre les différentes entités de la situation. Ces intermédiaires permettront de cimenter le réseau.
- Enrôlement et mobilisation. Enrôler signifie affecter aux membres du réseau une tâche précise qui les rend acteurs essentiels dans le devenir du réseau. La mobilisation, consiste alors dans leur implication dans l'action, dans la consolidation du réseau. Elle permet de trouver du sens et de l'intérêt à l'élaboration du réseau. Les actants construisent donc leur rôle dans une sorte de division des tâches qui permet de consolider le réseau et d'enraciner ceux qui, le consolidant, se lient à lui.
- Rallongement et irréversibilité. Rallonger le réseau est une condition de la solidité de celui-ci. Pour ce faire, on multiplie les entités qui composent le réseau, en allant du centre à la périphérie. Ainsi, le noyau, autour duquel ont été rassemblés des sujets porteurs d'un projet et des objets grâce à une opération de traduction, doit pour être solidifié recevoir des entités nouvelles. Mais n'y a-t-il pas un risque de dispersion qui fragiliserait le réseau ? Pour éviter ce risque, il faut remplir deux conditions, la vigilance et la transparence.
- La vigilance. L'attention aux choses, à leur propension, à la manière dont s'articulent les réseaux est décisive. En sociologie, le thème de la vigilance a plutôt été travaillé par des chercheurs comme Francis Chateauraynaud et Didier Torny dans leur ouvrage intitulé Les Sombres précurseurs (1999), qui examine précisément, à travers le cas de la vache folle les risques d'un monde en réseaux.
- La transparence. La transparence doit être permanente dans la phase d'éparpillement du réseau, car c'est elle qui permet qu'une confiance s'instaure entre les actants.
- La ponctualisation. Si l'on suit la conclusion logique de l'appréhension de la totalité du social comme agencement d'actants (personne, objet ou organisation), on comprend aisément qu'un actant peut aussi être considéré non plus comme un seul mais comme la somme d'un ensemble d'autres petits acteurs. Par exemple une automobile est un système complexe. Elle est composée de « composants » tant électroniques que mécaniques, qui eux-mêmes sont cachés à la vue de l'automobiliste, qui négocie simplement avec la voiture comme un objet unique. Cet effet est connu sous le terme de ponctualisation, qui est d'ailleurs similaire à la notion d'encapsulation dans la programmation orientée objet. Quand un réseau d'acteurs est « brisé », l'effet de ponctualisation cesse en même temps. Par exemple, pour reprendre l'exemple de l'automobile, un moteur défectueux va rendre le conducteur conscient et attentif à la pluralité d'objets hétérogènes qui composent son véhicule, celui-ci ne lui apparaîtra plus seulement comme un moyen de transport à même de le déplacer d'un point A à un point B. Cette rupture peut aussi apparaître quand les éléments d'un réseau agissent de manière contraire au réseau comme ensemble.

## Application de la théorie de l'acteur réseau
Certains auteurs expliquent comment l'approche de la traduction et celle des réseaux (plus précisément Callon, Latour, Serres, en l'occurrence) peuvent être utilisées pour développer de nouveaux modes de direction et d'action en entreprise, spécialement sur la question de l'innovation. Un autre domaine émergent, lié à l'énergie et à l'informatique, celui des « smartgrids » qui intéresse des entreprises, campus, collectivités et services publics, pouvant éventuellement être décliné en « microréseaux » ou « réseaux de microréseaux » (smart-microgrids, parfois plus résilients, aptes à répondre à des besoins d'urgence ou à certaines opportunités, ou plus faciles à sécuriser) semble aussi pouvoir être décrit par cette théorie.

## Controverses
La plupart des controverses dans la théorie de l'acteur-réseau sont causées par le manque ou l'absence de distinction entre les personnes et les objets. Un aspect communément accepté est en effet que les personnes sont notablement distinctes des animaux et encore plus fondamentalement des objets.
Bruno Latour rappelle volontiers, avec humour, que le simple fait d'utiliser des mots pour décrire quelque chose pose un problème ; la théorie de l'acteur-réseau est ainsi selon lui problématique sur quatre points  – la « théorie », les « acteurs », les « réseaux », et le trait d'union entre les deux derniers.